# Saut à ski

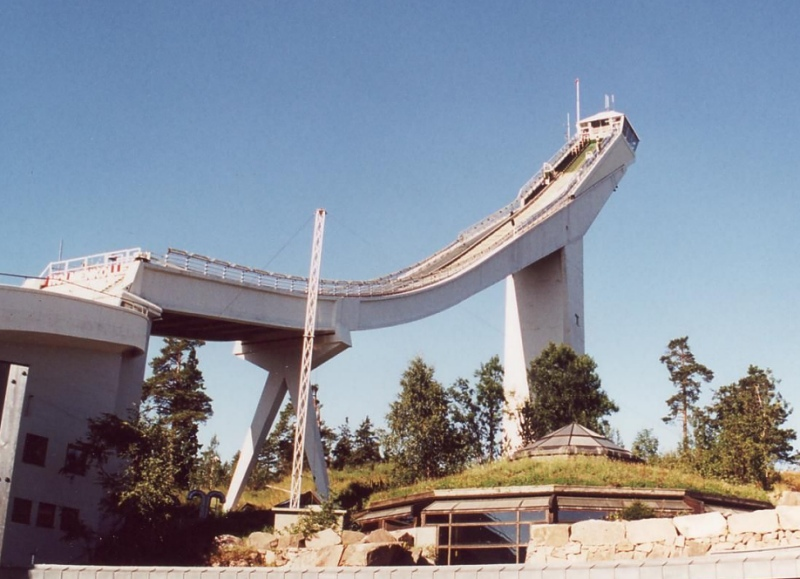
Ancien tremplin de saut d'Holmenkollen (Oslo, Norvège)

Le saut à ski (ou saut à skis) est une discipline de la famille du ski nordique et qui consiste à descendre une pente sur une rampe (tremplin) pour décoller en essayant d’aller le plus loin possible. Outre la longueur du saut, les juges attribuent des points pour le style en vol et l'atterrissage du sauteur. 
Le saut à ski est l'une des deux épreuves du combiné nordique.

## Histoire

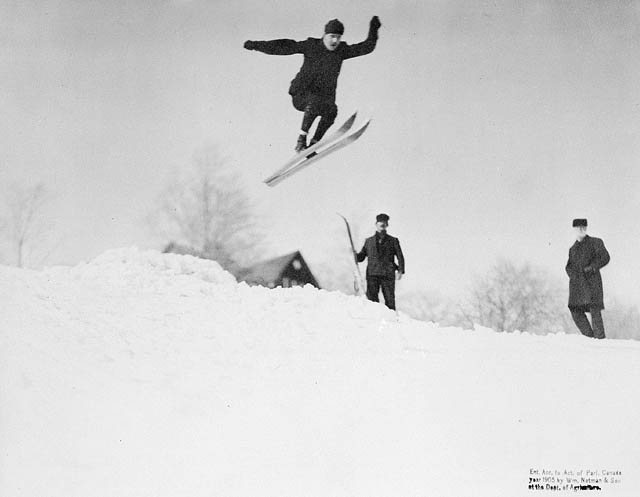
Saut à ski en 1905

Le ski est un moyen de déplacement utilisé par les chasseurs et les militaires depuis plusieurs milliers d'années. Au début du XIXe siècle, les militaires décident d'organiser des compétitions et le ski devient un sport.
Une légende raconte que Trysil-Knut (no) aurait sauté par-dessus douze soldats. 
Le premier sauteur à ski connu de l'histoire est Olaf Rye, un lieutenant du royaume de Danemark et de Norvège, qui réalisa en novembre 1809 un saut de 9,5 mètres de haut pour montrer son courage à ses soldats à Eidsberg, en Norvège. 
Ce sport trouve ses origines en Norvège où la première compétition se tient en 1862. La première grande compétition a lieu sur le mont Husebybakken à Oslo en 1879. Holmenkollen est aujourd'hui considéré comme le berceau du ski nordique. Le saut à ski fait son apparition aux Jeux olympiques dès la première édition de 1924.
Discipline historique, le saut à ski est couramment pratiqué dès l'apparition du ski dit « nordique » en Europe continentale à la fin du XIXe siècle.

## Principes
Le skieur s'élance du haut d'un tremplin enneigé ou revêtu de matière synthétique pour atteindre une vitesse élevée dépassant les 100 km/h pour les tremplins de vol à ski. À cet instant, il doit donner une impulsion afin d'aller le plus loin possible dans les airs. Cette impulsion est d'une importance capitale car le nez du tremplin ne remonte pas. Une fois en l'air, le sauteur, qui a le talon libre, se penche en avant de façon à placer son corps entre ses skis afin d'obtenir une portance optimale sur l'air. Il se redresse au moment de l'atterrissage et doit alors effectuer une « fente » avec les pieds en position dite « télémark », figure prise en compte dans la notation de style du sauteur.

### Trois phases du saut à ski

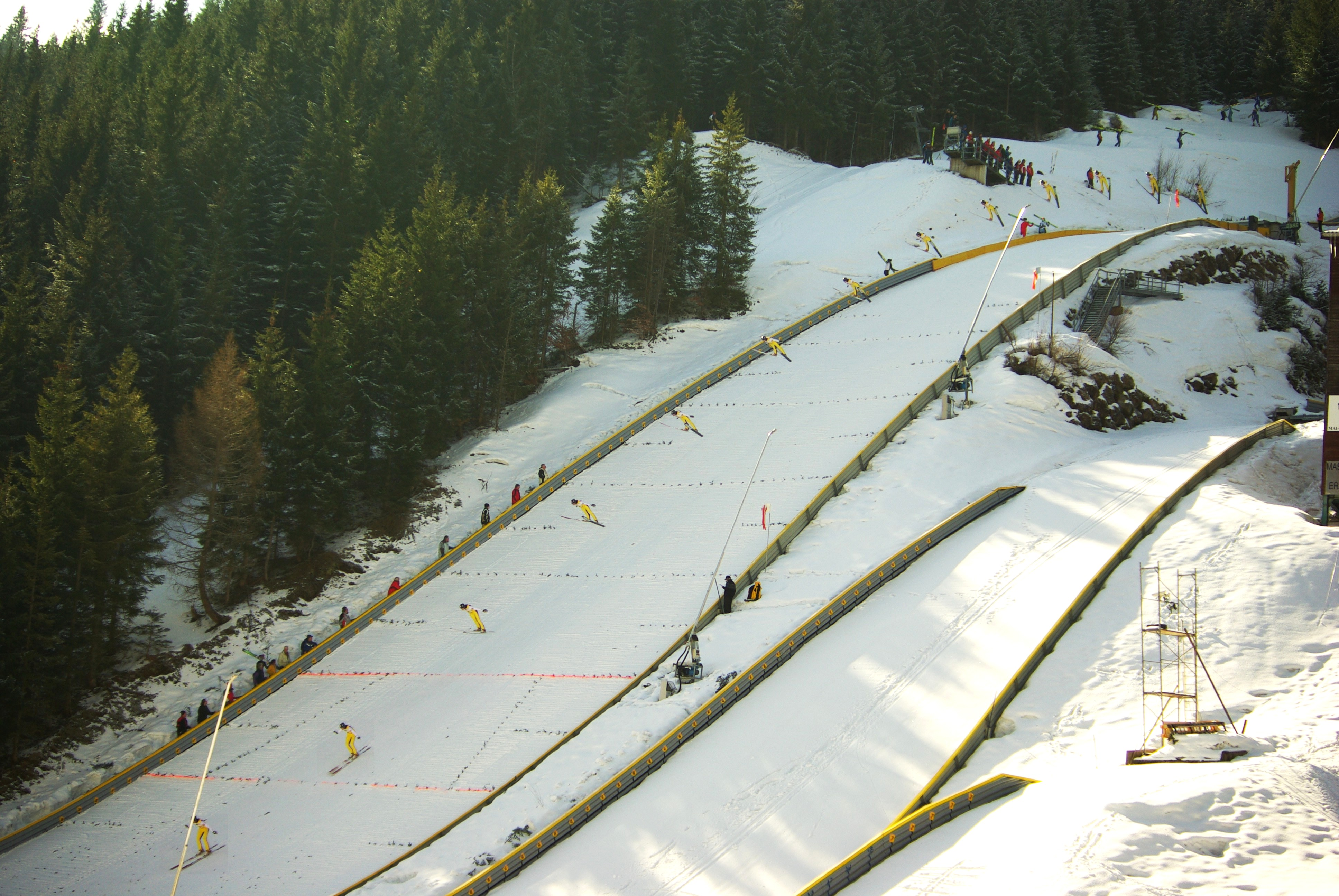
Un saut a ski décomposé

On peut distinguer trois phases essentielles qui permettent d'effectuer un saut de qualité :
- La phase d'élan, sanctionnée par la vitesse obtenue par le sauteur au bout du tremplin. Une bonne vitesse est essentielle pour réaliser un bon saut. Cette vitesse dépend de la position d'élan du sauteur, de son relâchement dans la trace, de son poids, de la capacité des skis à glisser sur la piste ;
- L'impulsion au bout du tremplin, qui doit être puissante et réalisée exactement au bon moment.
- La phase de vol, déterminée principalement par le poids du sauteur, sa position en vol et la qualité de la transition entre l'impulsion et la position de vol.

On distinguait généralement deux catégories de sauteurs il y a encore 25 ans : 
- Les sauteurs athlétiques ou sauteurs, qui arrivaient vite au bout du tremplin, produisaient une impulsion forte mais obtenaient relativement peu de portance sur l'air par leur poids du corps important et la trajectoire en cloche de leur vol consécutive à leur impulsion ;
- Les sauteurs légers ou voleurs, qui arrivaient moins vite au bout du tremplin, produisaient une impulsion moins forte, mais obtenaient beaucoup plus de portance sur l'air en raison de leur poids du corps faible et la trajectoire rasante de leur vol, rapide, résultant d'une impulsion plus mesurée.

De nos jours[Quand ?], tous les sauteurs sont très légers et ont un indice de masse corporelle faible (le contrôle de l'IMC a été installé sur le circuit international pour lutter contre l'anorexie).
En 2008, tous les sauteurs d'un niveau international ont une détente sèche d'environ 60 à 70 cm pour un IMC égal à 18,5 (P/T2) soit environ 1,84 m pour 63 kg.

### Techniques de vol

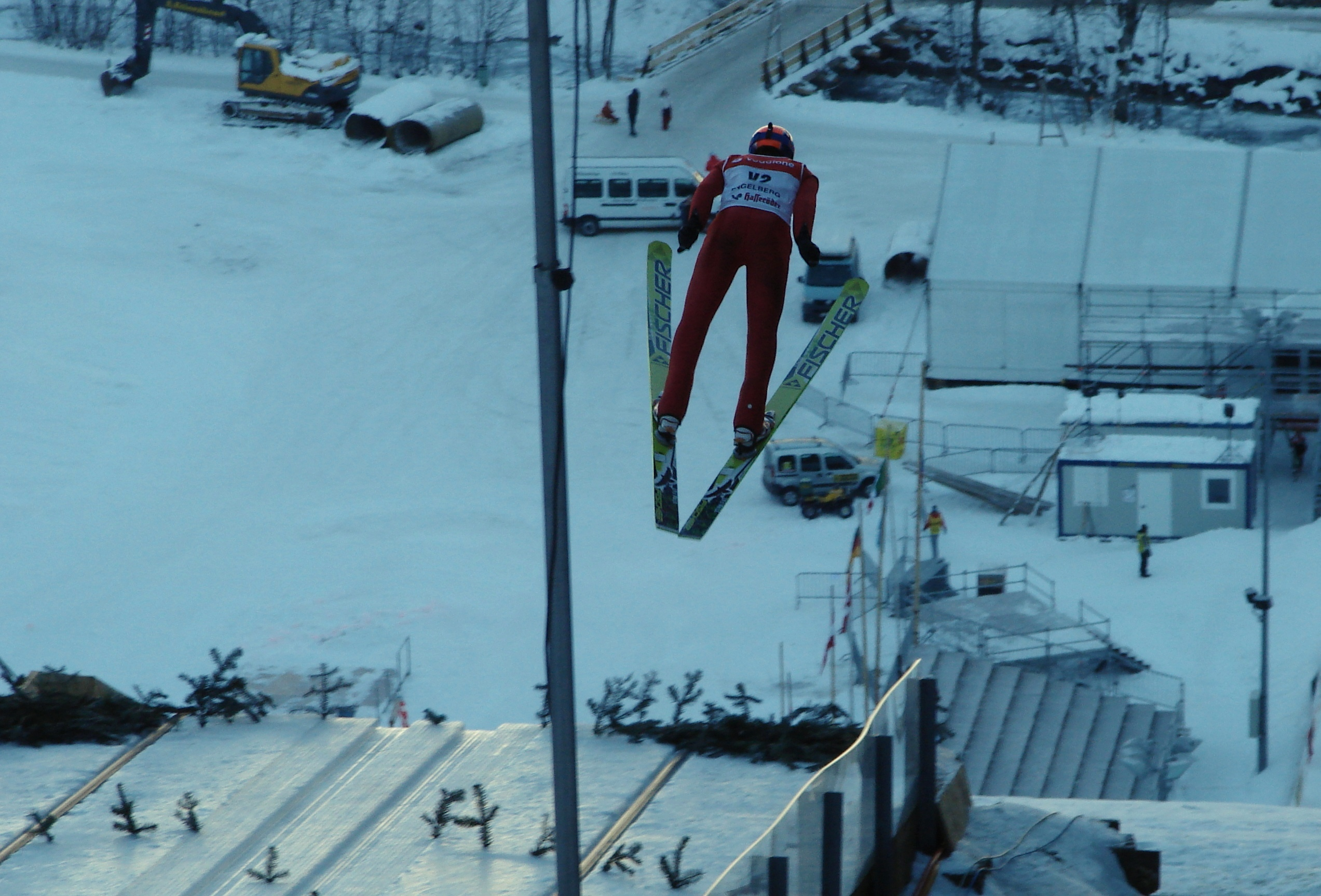
La technique « en V » est devenue la norme à partir des années 1990 pour tous les sauteurs.

Plusieurs techniques se sont succédé à travers l'histoire du saut à ski. À la fin de la Première Guerre mondiale, les scientifiques, comme Reinhard Straumann, se sont intéressés à cette discipline pour déterminer la position du corps idéale et la plus aérodynamique en phase de vol. Les Norvégiens ont mis au point la technique dite de Kongsberger (en référence à la ville de Kongsberg), vulgarisée par Jacob Tullin Thams et Sigmund Ruud (tous deux champions du monde dans les années 1920). La partie supérieure du corps au-dessus des hanches était courbée vers l'avant, avec la position des bras mobiles tendus vers l'avant tandis que les skis étaient parallèles. Cette technique a permis de passer d'une distance de 45 mètres à plus de 100 mètres jusqu'aux années 1950. Vient ensuite la technique de Däscher du nom du sauteur suisse Andreas Däscher où les bras sont alors placés en arrière, tout comme celle de Windisch, du nom du sauteur allemand Erich Windisch.
La véritable révolution intervient avec l'adoption de la technique « en V ». Bien que créée dans les années 1960 par un sauteur polonais Mirosław Graf, cette technique a longtemps été décriée. Elle est popularisée par le Suédois Jan Boklöv et le Tchécoslovaque Jiří Malec à la fin des années 1980 où, malgré les notes sévères du jury, ces derniers parviennent à réaliser des performances. En phase de vol, le sauteur place désormais ses skis en V et non plus parallèlement, ce qui augmente la portance de l'air de 28 % et permet d'allonger la distance du saut de 10 %.
Dans le cas où les sauteurs exagèrent l'écart de leurs skis au point que les talons se croisent, la technique dite « en X » est employée, avec l'inconvénient d'une diminution de portance par rapport à la technique « en V ».

### Facteurs externes influençant le vol
- Un vent de face rallonge la distance de saut en ajoutant de la portance sous les skis du sauteur. Au contraire, un vent arrière ou de dos rabat le sauteur contre la piste de réception.
- La hauteur de la barre d'élan. Pour s'adapter au niveau des compétiteurs et aux conditions météo, il est possible de modifier la hauteur de la barre depuis laquelle le sauteur s'élance. Plus la barre est haute, plus la vitesse du sauteur en sortie de tremplin est élevée.

### Décompte des points
Le vainqueur d'un concours est le sauteur qui réalise le plus grand nombre de points sur un total de deux sauts (1re et 2e manche).
Le total points est composé :
- des points attribués pour la longueur,
- des points attribués pour le style.

#### Décompte des points pour la longueur
Chaque tremplin possède une zone cible d'atterrissage appelé le point K (K-point). C'est une distance de référence comparable au « par » d'un parcours de golf. Pour les compétitions K-90 et K-120, les points K sont respectivement de 90 et de 120 mètres. Le skieur marque 60 points lorsqu'il retombe à la hauteur du point K, chaque mètre au-delà ou en deçà du point K est compensé par l'ajout ou le retrait d'un certain nombre de points, variable selon les tremplins, par exemple 3,6 points pour un K-35, 2 points pour un K-90, et 1,8 pour un K-120.

#### Décompte des points pour le style (ou «notes de style»)
Cinq juges placés au bord de la piste attribuent une note comprise entre 0 et 20. La meilleure et la moins bonne des notes sont ôtées du total qui est ajouté aux points attribués pour la distance de saut.
La note attribuée par défaut est de vingt. Des déductions sur ce total idéal sont effectuées et elles peuvent survenir dans trois catégories :
- Le vol : position en vol, mouvements parasites et indirectement longueur du saut.
- La réception : douceur de l'atterrissage, qualité du « télémark » qui doit être tenu au minimum dix mètres, et ski plat, non sur la tranche.
- La fin de saut : fautes de carre et les chutes. Dès que les fesses ou les mains touchent le sol, la chute est comptabilisée. En revanche, si le sauteur tombe après la ligne de chute, qui est la dernière ligne blanche, la chute n'est pas comptabilisée.

Les cas les plus fréquents de déductions sont les mouvements en vol (-1 point), l'absence de télémark (-3 points) et la chute (-7 points au maximum).

## Matériel
En saut à ski, les skis utilisés sont particulièrement longs et larges. Non dotés de carres, larges de 110 millimètres, leur longueur est de 2,53 mètres pour un athlète de 1,73 mètre.

## Distances les plus longues
Lors de la première compétition en 1879, le record était de 23 mètres. Il faudra attendre 1936 pour voir un saut à plus de 100 mètres et 1957 pour les 150 mètres. En 1994, Toni Nieminen devint le premier sauteur à sauter au-delà des mythiques 200 mètres. Le 20 mars 2005, Bjørn Einar Romøren sauta à 239 mètres sur le tremplin de Planica en Slovénie. Ce record a tenu six ans et a été battu le 11 février 2011 par Johan Remen Evensen qui sauta à 246,5 mètres sur le nouveau tremplin Vikersundbakken en Norvège.
Cette marque tiendra quatre ans jusqu'au 14 février 2015. Sur le même tremplin de Vikersund, le Slovène Peter Prevc égale pour la première fois la barre des 250 mètres. Le lendemain, lors de son premier saut, le norvégien Anders Fannemel porte le record à 251,5 mètres. Il est à noter que lors des qualifications du même concours, le russe Dmitri Vassiliev a atterri à 254 mètres mais le record n'a pas été enregistré : il est en effet tombé en arrière, ses mains et sa tête ont touché la neige, invalidant le saut.
Le 17 mars 2017, à l'occasion de la 29e épreuve de la coupe du monde 2017 sur le tremplin de Vikersund, le norvégien Robert Johansson réussit une performance mesurée à 252 mètres mais ne détient le record que pendant quinze minutes puisque l'Autrichien Stefan Kraft devient le nouveau détenteur du record avec un saut à 253,5 mètres.
Pour être validé en tant que record, un saut doit :
- Être effectué dans une manche de Coupe du monde, un championnat du monde ou des Jeux olympiques, ainsi qu'aux entraînements officiels (c'est-à-dire avec un jury de compétition) de ces compétitions, afin d'éviter que la hauteur d'élan pris par le sauteur ne soit trop importante comparée aux précédentes tentatives.
- Être tenu, c'est-à-dire qu'aucune partie du corps ne doit toucher la neige lors de la réception.

Meilleures performances par sauteur (saut validé) :
| Distance | Athlète                                                                    | Pays                      | Lieu                         | Date                                                | Circonstance |
| -------- | -------------------------------------------------------------------------- | ------------------------- | ---------------------------- | --------------------------------------------------- | --- |
| 254,5 m  | Domen Prevc                                                                | Slovénie                  | Planica                      | 30 mars 2025                                        | 2e saut de l'épreuve de Coupe du monde 2025 |
| 253,5 m  | Stefan Kraft                                                               | Autriche                  | Vikersund                    | 18 mars 2017                                        | 1er saut de la 29e épreuve de la Coupe du monde 2017 |
| 252,0 m  | Robert Johansson                                                           | Norvège                   | Vikersund                    | 18 mars 2017                                        | 1er saut de la 29e épreuve de la Coupe du monde 2017 |
| 251,5 m  | Kamil Stoch                                                                | Pologne                   | Planica                      | 25 mars 2017                                        | Saut lors d'une épreuve de la Coupe du monde 2017 |
| 251,5 m  | Anders Fannemel                                                            | Norvège                   | Vikersund                    | 15 février 2015                                     | 1er saut de la 28e épreuve de la Coupe du monde 2015 |
| 250 m    | Peter Prevc                                                                | Slovénie                  | Vikersund                    | 14 février 2015                                     | 2e saut de la 27e épreuve de la Coupe du monde 2015 |
| 248 m    | Piotr Żyła                                                                 | Pologne                   | Planica                      | 24 mars 2019                                        | Saut lors d'une épreuve de la Coupe du monde 2019 |
| 246,5 m  | Johan Remen Evensen                                                        | Norvège                   | Vikersund                    | 11 février 2011                                     | Qualification pour la 22e épreuve de la Coupe du monde 2011 |
| 244,5 m  | Maciej Kot                                                                 | Pologne                   | Vikersund                    | 18 mars 2017                                        | Saut de la 29e épreuve de la Coupe du monde 2017 |
| 244,5 m  | Anders Fannemel                                                            | Norvège                   | Vikersund                    | 25 février 2012                                     | 1er saut de la 1re manche du championnat du Monde de Vol à Ski 2012 |
| 244 m    | Robert Kranjec                                                             | Slovénie                  | Vikersund                    | 25 février 2012                                     | 2e saut de la 1re manche du championnat du Monde de Vol à Ski 2012 |
| 243,5 m  | Gregor Schlierenzauer                                                      | Autriche                  | Vikersund                    | 12 février 2011                                     | 1er saut de la 22e épreuve de la Coupe du monde 2011 |
| 243 m    | Johan Remen Evensen                                                        | Norvège                   | Vikersund                    | 11 février 2011                                     | Saut d'entrainement pour la 22e épreuve de la Coupe du monde 2011 |
| 241,5 m  | Martin Koch Noriaki Kasai                                                  | Autriche Japon            | Vikersund                    | 11 février 2011 15 février 2015                     | Saut d'entrainement pour la 22e épreuve de la Coupe du monde 2011 Saut d'entrainement pour la 28e épreuve de la Coupe du monde 2015.                                                                          |
| 240 m    | Johan Remen Evensen Janne Happonen                                         | Norvège Finlande          | Vikersund                    | 12 février 2011 13 février 2011                     | 1er saut de la 22e épreuve de la Coupe du monde 2011 1er saut de la 23e épreuve de la Coupe du monde 2011 |
| 239 m    | Bjoern Einar Romoeren                                                      | Norvège                   | Planica                      | 20 mars 2005                                        | 2e saut de la 28e épreuve de la Coupe du monde 2005 |
| 238,5 m  | Simon Ammann                                                               | Suisse                    | Vikersund                    | 13 février 2011                                     | 2e saut de la 23e épreuve de la Coupe du monde 2011 |
| 237,5 m  | Jakub Wolny                                                                | Pologne                   | Planica                      | 23 mars 2019                                        | Saut lors d'une épreuve de la Coupe du monde 2019 |
| 237 m    | Gregor Schlierenzauer                                                      | Autriche                  | Vikersund                    | 12 février 2011 13 février 2011                     | Saut d'essai de la 22e épreuve de la Coupe du monde 2011 2e saut de la 23e épreuve de la Coupe du monde 2011                                                                                                  |
| 236,5 m  | Simon Ammann                                                               | Suisse                    | Planica                      | 20 mars 2010                                        | 4e manche du championnat du monde de vol à ski 2010. |
| 236,5 m  | Dawid Kubacki                                                              | Pologne                   | Planica                      | 25 mars 2010                                        | Saut lors d'une épreuve de la Coupe du monde 2018 |
| 236 m    | Antonin Hajek                                                              | Tchéquie                  | Planica                      | 20 mars 2010                                        | 4e manche du Championnat du monde de vol à ski 2010 |
| 235,5 m  | Matti Hautamaeki                                                           | Finlande                  | Planica                      | 20 mars 2005                                        | 2e saut de la 28e épreuve de la Coupe du monde 2005 |
| 234,5 m  | Johan Remen Evensen                                                        | Norvège                   | Vikersund                    | 12 février 2011                                     | 2e saut de la 22e épreuve de la Coupe du monde 2011 |
| 233,5    | Janne Ahonen                                                               | Finlande                  | Planica                      | 20 mars 2005                                        | 1er saut de la 28e épreuve de la Coupe du monde 2005 |
| 232 m    | Robert Kranjec                                                             | Slovénie                  | Vikersund                    | 11 février 2011 12 février 2011                     | Qualification pour la 22e épreuve de la Coupe du monde 2011 Saut d'essai de la 22e épreuve de la Coupe du monde 2011                                                                                          |
| 231 m    | Andreas Widhoelzl Tommy Ingebrigtsen                                       | Autriche Norvège          | Planica                      | 20 mars 2005                                        | 1er saut de la 28e épreuve de la Coupe du monde 2005 1er saut de la 28e épreuve de la Coupe du monde 2005 |
| 230,5 m  | Roar Ljoekelsoey Anders Jacobsen Gregor Schlierenzauer Johan Remen Evensen | Norvège Autriche Norvège  | Planica Vikersund            | 20 mars 2005 20 mars 2010 13 février 2011           | 1er saut de la 28e épreuve de la Coupe du monde 2005 4e saut du Championnat du monde de vol à ski 2010 4e saut du Championnat du monde de vol à ski 2010 1er saut de la 23e épreuve de la Coupe du monde 2011 |
| 230 m    | Adam Malysz                                                                | Pologne                   | Vikersund                    | 13 février 2011                                     | 2e saut de la 23e épreuve de la Coupe du monde 2011 |
| 229,5 m  | Martin Koch                                                                | Autriche                  | Planica                      | mars 2008                                           | |
| 229 m    | Robert Kranjec                                                             | Slovénie                  | Planica                      | mars 2007                                           | |
| 228 m    | Dmitri Vassiliev Sigurd Pettersen                                          | Russie Norvège            | Planica                      | mars 2005 mars 2005                                 | |
| 227,5 m  | Michael Neumayer Janne Happonen                                            | Allemagne Finlande        | Planica                      | mars 2005 mars 2008                                 | |
| 227 m    | Gregor Schlierenzauer                                                      | Autriche                  | Vikersund                    | 11 février 2011 13 février 2011                     | Qualification pour la 22e épreuve de la Coupe du monde 2011 1er saut de la 23e épreuve de la Coupe du monde 2011                                                                                              |
| 226,5 m  | Henning Stensrud Michael Uhrmann Simon Ammann                              | Norvège Allemagne Suisse  | Planica Vikersund            | mars 2005 mars 2005 12 février 2011                 | 2e saut de la 22e épreuve de la Coupe du monde 2011 |
| 226 m    | Rok Benkovic Olli Muotka Johan Remen Evensen                               | Slovénie Finlande Norvège | Planica Vikersund            | mars 2005 12 février 2011 13 février 2011           | Saut d'essai de la 22e épreuve de la Coupe du monde 2011 2e saut de la 23e épreuve de la Coupe du monde 2011                                                                                                  |
| 225,5 m  | Thomas Morgenstern Veli-Matti Lindstroem Harri Olli Simon Ammann           | Autriche Finlande Suisse  | Planica Oberstdorf Vikersund | mars 2005 mars 2003 14 février 2009 13 février 2011 | Saut d'essai de la 23e épreuve de la Coupe du monde 2011 |

Performances non validées (tombées) :
| Distance | Athlète               | Pays     | Lieu      | Date            | Circonstance                                                       |
| -------- | --------------------- | -------- | --------- | --------------- | ------------------------------------------------------------------ |
| 254 m    | Dmitri Vassiliev      | Russie   | Vikersund | 15 février 2015 | Qualifications de la 28e manche de la Coupe du monde 2015          |
| 243 m    | Martin Koch           | Autriche | Vikersund | 25 février 2012 | 2e saut de la 1re manche du championnat du Monde de Vol à Ski 2012 |
| 240 m    | Janne Ahonen          | Finlande | Planica   | 20 mars 2005    | 2e saut de la 28e manche de la Coupe du monde 2005                 |
| 236 m    | Tommy Ingebrigtsen    | Norvège  | Planica   | 20 mars 2005    | 2e saut de la 28e manche de la Coupe du monde 2005                 |
| 234,5 m  | Andreas Widhoelzl     | Autriche | Planica   | 17 mars 2005    |                                                                    |
| 233 m    | Simon Ammann          | Suisse   | Planica   | 22 mars 2009    |                                                                    |
| 232,5 m  | Veli-Matti Lindstroem | Finlande | Planica   | 21 mars 2003    |                                                                    |

## Principales compétitions

### Jeux olympiques

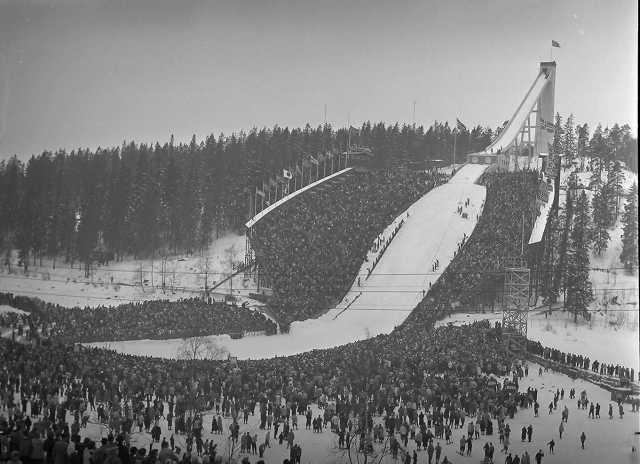
L'Holmenkollbakken à Oslo a accueilli l'évènement en 1952.

Présent entre 1901 et 1926 aux Jeux nordiques entre Stockholm et Oslo, le saut à ski est intégré au programme olympique dès la première édition des Jeux olympiques d'hiver en 1924 à Chamonix où un tremplin est construit pour l'occasion. À sa première édition, seule l'épreuve individuelle masculine est disputée comme les éditions suivantes, la piste d'élan était alors de soixante-dix mètres jusqu'en 1956 avant d'être prolongée à quatre-vingts mètres en 1960. Lors de l'édition 1964 à Innsbruck, un deuxième concours individuel a lieu. Désormais, deux épreuves prennent place avec le grand tremplin (K 120 : piste d'élan de quatre-vingt mètres) et le petit tremplin (K 90 :piste d'élan de soixante-dix mètres). En 1980, la piste d'élan du grand tremplin atteint quatre-vingt-dix mètres. À Calgary en 1988, une troisième épreuve voit le jour avec l'instauration de l'épreuve par équipe sur grand tremplin.
Enfin, à partir de 2014 à Sotchi, le saut à ski intègre une quatrième épreuve avec l'épreuve individuelle féminine sur petit tremplin puis, à partir de 2026 pour les JO de Milan-Cortina, l'épreuve individuelle féminine sur grand tremplin.
La discipline constitue l'un des moments privilégiés de cette compétition.

### Championnats du monde
Deux types de Championnats du monde sont à dissocier avec, d'une part, les Championnats du monde de saut à ski intégrés aux Championnats du monde de ski nordique aux côtés du combiné nordique et du ski de fond, et d'autre part les Championnats du monde de vol à ski

#### Championnats du monde de saut à ski
Les Championnats du monde de saut à ski sont intégrés aux Championnats du monde de ski nordique depuis leur création. Par ailleurs, de 1924 à 1984, les éditions des Jeux olympiques ont également valeur de Championnats du monde. Par conséquent, les Championnats du monde de saut à ski se déroulent depuis 1924 (l'appellation Championnats du monde de ski nordique fait son apparition à partir de 1937, auparavant ils prenaient place annuellement avec les « Rendez-vous Races » puis les « FIS Races »). Depuis 1985, ils se déroulent tous les deux ans hors années olympiques. Pour l'édition 2013, cinq épreuves sont inscrites au programme avec deux épreuves masculines individuelles sur petit et grand tremplin, une épreuve masculine par équipes sur grand tremplin, une épreuve individuelle féminine et enfin une épreuve mixte par équipes.

#### Championnats du monde de vol à ski

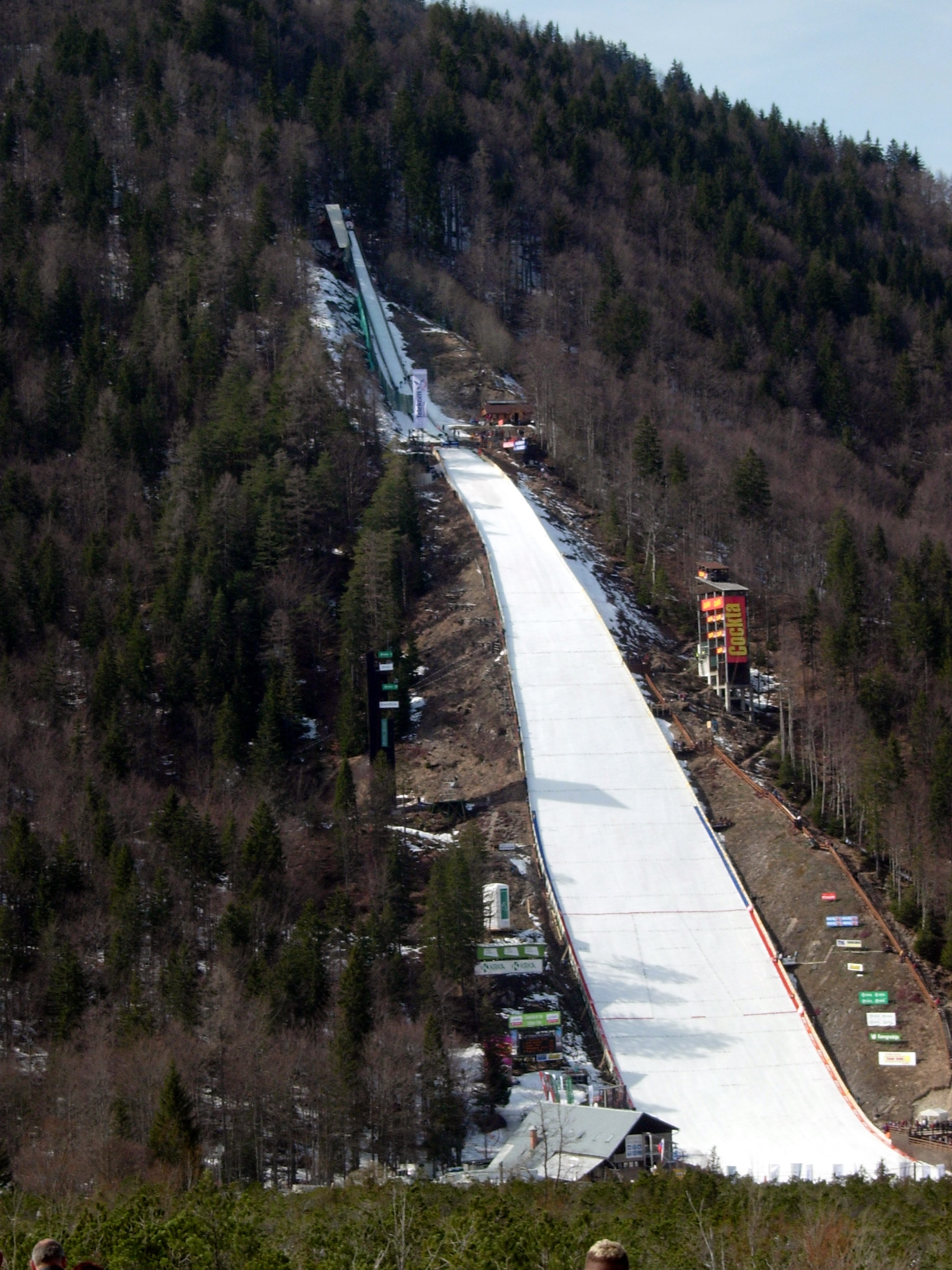
Le tremplin de Letalnica est l'un des cinq tremplins à pouvoir accueillir le vol à ski.

Depuis 1972, les sauteurs ont la possibilité également de s'aligner à l'autre Championnat du monde dit de vol à ski. Il se dispute également tous les deux ans, les années paires. La particularité de cet évènement tient à la longueur du tremplin dépassant 200 mètres contre environ 120 mètres pour le saut à ski. De nos jours, seuls cinq tremplins ont la capacité d'accueillir cet évènement : Tremplin Heini Klopfer, Letalnica, Vikersundbakken, Kulm et Čerťák.

### Coupe du monde
Contrairement aux Jeux olympiques et aux Championnats du monde qui couronnent leurs vainqueurs sur une seule épreuve, la Coupe du monde de saut à ski consiste, depuis 1979, à additionner des points tout au long d'une saison hivernale pour déterminer les meilleurs sauteurs à ski, ceci sur le même principe que la Coupe du monde de ski alpin. Régie par la Fédération internationale de ski, elle se dispute annuellement en Europe, Asie et Amérique du Nord, entre vingt-cinq et trente épreuves.
Les sauteurs doivent obligatoirement y avoir marqué au moins un point en Coupe continentale pour défendre leurs chances en Coupe du monde (hors « groupe national », sauteurs d'une nationalité admis ponctuellement dans leur pays).
À partir de l'hiver 2011, les femmes disposent désormais du pendant féminin de la Coupe du monde masculine, calquée sur le même modèle.

#### Tournée des quatre tremplins

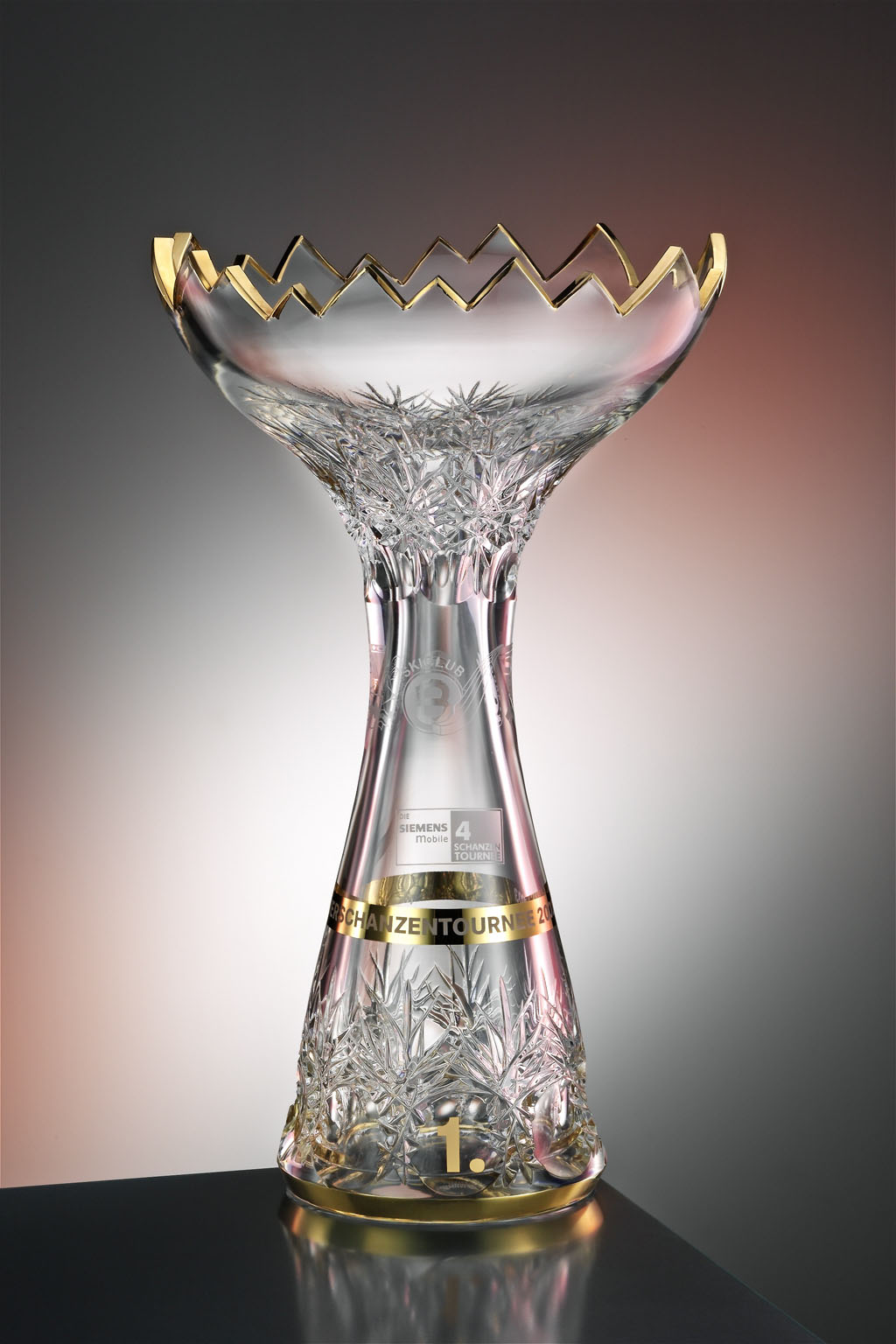
Trophée remis au vainqueur de la Tournée.

Cette compétition existe depuis 1954 et a lieu annuellement. Elle se dispute sur deux tremplins en Allemagne (Oberstdorf et Garmisch-Partenkirchen) et deux en Autriche (Innsbruck et Bischofshofen). Les scores réalisés lors de ces quatre concours sont additionnés pour déterminer le vainqueur. Elle constitue l'une des plus prestigieuses compétitions de ce sport, bien qu'il n'y ait pas de médailles comme lors d'un championnat du monde. Elle fait partie intégrante de la Coupe du monde.

### Grand Prix d'été
Depuis 1994 pour les hommes et 2012 pour les femmes, il existe également un Grand Prix d'été, qui se déroule généralement sur des tremplins de même type que les tremplins hivernaux, sur lesquels un revêtement synthétique remplace la neige présente sur la piste d'élan et la piste de réception. Il sert d'entraînement pour les compétitions hivernales.

### Coupe continentale

#### Coupe continentale de saut à ski
La Coupe continentale est une compétition de niveau inférieur à la Coupe du monde de saut à ski, dont elle est l'antichambre : les sauteurs doivent obligatoirement y avoir marqué au moins un point pour défendre leur chance en Coupe du monde (hors « groupe national », sauteurs d'une nationalité admis ponctuellement dans leur pays).

#### Coupe continentale féminine de saut à ski
Jusqu'à l'hiver 2011-2012, en l'absence de Coupe du monde de saut à ski féminin, la Coupe continentale féminine de saut à ski permet à l'élite féminine de s'exprimer. De nos jours, elle constitue l'antichambre de la Coupe du monde.

## Vol à ski

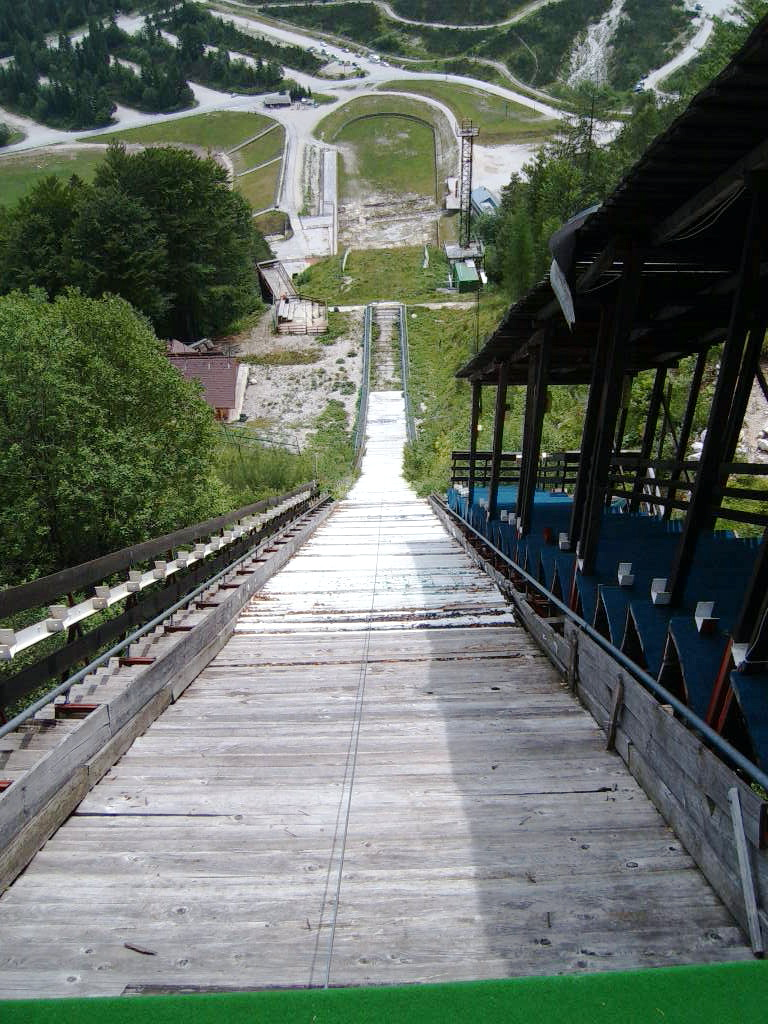
Vue du sommet du tremplin de Planica, Slovénie, le second plus grand tremplin au monde après le Vikersundbakken.

Le règlement du vol à ski est identique à celui du saut à ski. Cependant, il se dispute sur des tremplins de vol ou tremplins géants, sur lesquels les sauteurs dépassent les 200 mètres contre 100 mètres sur les tremplins traditionnels. Les concours de vol à ski durant la saison sont rares.

## Réglementation

### Skis
Constatant de nombreux problèmes de poids allant jusqu'à l'anorexie chez certains sauteurs, la Fédération internationale de ski a introduit en septembre 2004 un nouveau règlement : la longueur des skis, capitale pour obtenir de la portance, est désormais déterminée en fonction de la taille des sauteurs, corrigée en fonction de l'indice de masse corporelle, afin d'éviter que des sauteurs trop maigres puissent profiter de cet avantage. En 2011, la FIS relève le minimum de l'IMC à 21 et réduit la longueur maximale des skis à 145 % de la taille du sauteur. La FIS mesure et enregistre la taille des sauteurs qui sont également soumis régulièrement à des mesures de poids assurées par des officiels de la FIS. Ces mesures sont prises en sous-vêtements et enregistrées, puis comparées lors des compétitions à celles prises sur le sauteur en combinaison.

### Combinaison
Les combinaisons sont aussi contrôlées lors des compétitions, afin d'assurer l'équité entre tous. La tolérance initiale de taille de six centimètres en plus du corps a été ramenée à zéro à l'été 2012, puis à 1,5 centimètre. En cas de combinaison ne répondant pas a cette réglementation, le sauteur est disqualifié.
Les concurrents doivent faire mesurer la porosité à l'air de leur combinaison, qui doit être supérieure à 40 l/cm2 pour être homologuée. Une combinaison est munie d'un sceau, signifiant qu'elle peut être utilisée dans les compétitions régies par la FIS.